# The Spark Divine
The Spark Divine é um filme de drama mudo norte-americano de 1919, estrelado por Alice Joyce, dirigido por Tom Terriss e produzido e distribuído pela Vitagraph Company of America. Atualmente, é considerado um filme perdido.

## Enredo
Marcia Van Arsdale, criada em um ambiente onde os pais valorizam mais o reconhecimento social do que o afeto, cresce desprezando o amor. Quando a fortuna da família é ameaçada pelas ações de Robert Jardine no mercado de cobre, seus pais a pressionam a casar-se com ele, apesar de Marcia declarar que nunca poderá amá-lo. Após o nascimento de seu filho, Marcia mantém-se fria e distante. O sequestro da criança desperta nela o amor materno adormecido, levando-a a confessar seu amor também por Robert. No final, Robert revela que ele próprio havia planejado o sequestro para despertar os sentimentos de Marcia.

## Elenco
- Alice Joyce como Marcia Van Arsdale
- William Carleton Jr. como Robert Jardine
- Eulalie Jensen como Sra. Van Arsdale
- Frank Norcross como Sr. Van Arsdale
- Mary Carr como Sra. Jardine

## Produção
O filme foi produzido pela Vitagraph Company of America e dirigido por Tom Terriss. O roteiro foi baseado em uma história de Alicia Ramsey, adaptada por George DuBois Proctor.

## Distribuição
The Spark Divine foi lançado nos cinemas dos Estados Unidos em 30 de junho de 1919, com uma duração de 50 minutos.

## Recepção
Críticas contemporâneas elogiaram a atuação de Alice Joyce e a direção de Tom Terriss. A revista Photoplay destacou a interpretação sincera e interessante de Joyce no papel de Marcia, embora tenha mencionado que a história poderia ser mais adequada para um romance do que para o cinema.

## Preservação
Atualmente, The Spark Divine é considerado um filme perdido, sem cópias conhecidas existentes em arquivos de filmes.